# 艾迪臣·般奴·希拉利奧
艾迪臣·般奴·希拉利奧（Edson Bruno Hilario，一般称作希拉利奧，1988年10月24日—）為巴西职业足球运动员，现效力于日本職業足球联赛球会(J2)水戶蜀葵队。